# Club Atlético Sarmiento (Resistencia)
|  | No s'ha de confondre amb Club Atlético Sarmiento (Junín). |

El Club Atlético Sarmiento és un club de futbol argentí de la ciutat de Resistencia, a la província del Chaco.

## Història
El club va ser fundat el 24 de setembre de 1910 amb el nom Centro Juvenil Alborada, essent el club més antic de la província, rebent el sobrenom del degà. Ha estat molts cops campió del campionat de Chaco de futbol. La seva millor temporada fou al Campionat Nacional de 1977 de la primera divisió, on fou sisè de vuit equips al grup C. El Sarmiento ha guanyat el Torneig Regional (1977) i el Campionat de Chaco de futbol en trenta quatre ocasions (1925, 1933, 1934, 1936, 1938, 1941, 1942, 1944, 1945, 1947, 1952, 1953, 1954, 1955, 1956, 1957, 1958, 1960, 1961, 1967, 1972, 1975, 1977, 1986, 1994, 1995, Apertura 1998, Oficial 1998, Apertura 1999, Clausura 1999, Oficial 1999, Clausura 2002, Clausura 2003, Clausura 2007).

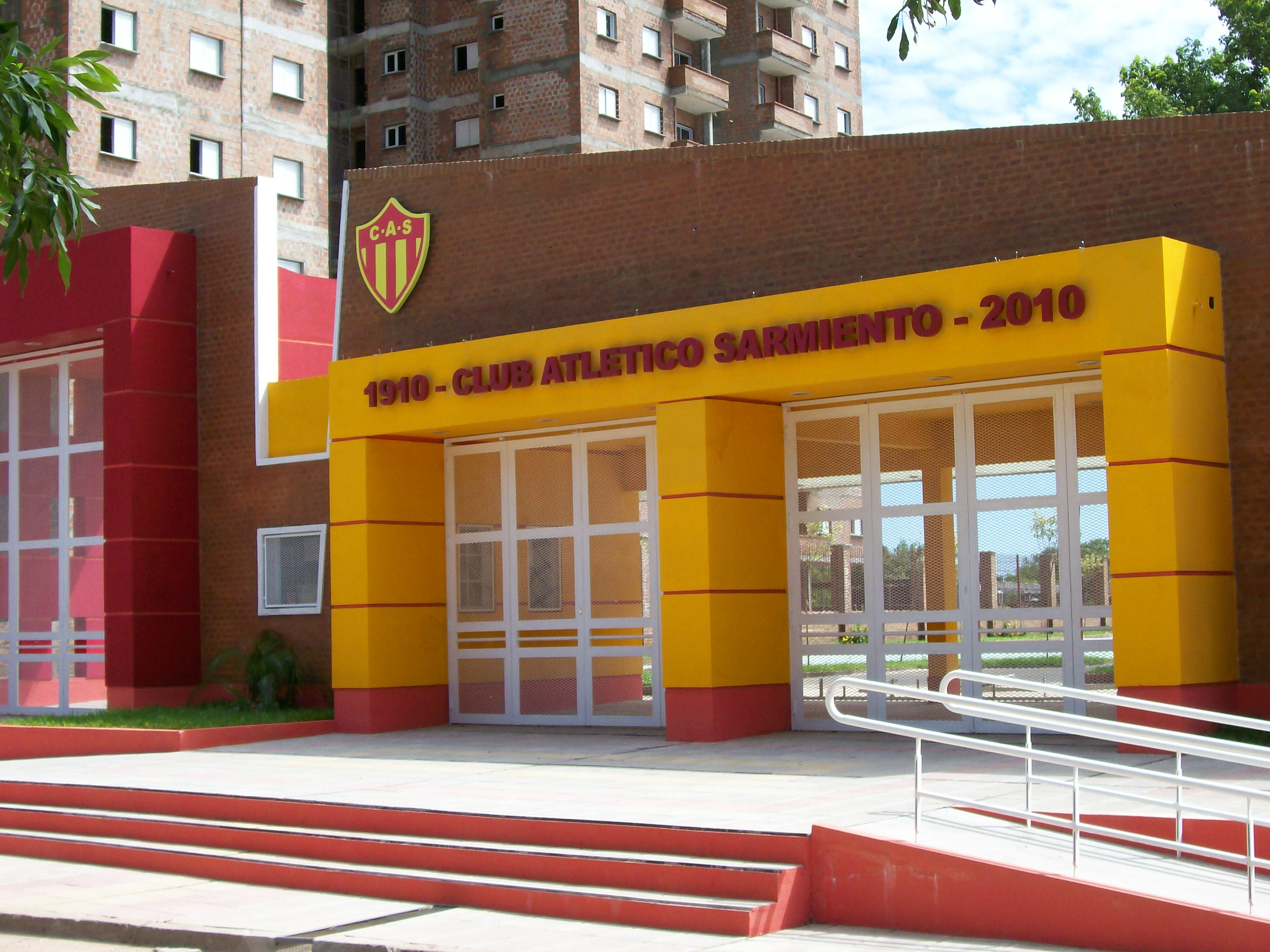
Façana del Club Atlético Sarmiento

## Palmarès
- Torneo Argentino A: 1
  - 1977